# Xanthilaophonte trispinosa
Xanthilaophonte trispinosa är en kräftdjursart som först beskrevs av Sewell 1940.  Xanthilaophonte trispinosa ingår i släktet Xanthilaophonte och familjen Laophontidae. Inga underarter finns listade i Catalogue of Life.